# 줄무늬뱀
줄무늬뱀(Elaphe quadrivirgata, 일본어: 縞蛇 시마헤비[*])은 뱀과 뱀속에 딸린 뱀의 한 종이다. 무독성. 일본 고유종이다. 북위 30도 이북의 일본 전역에서 발견된다. 한국의 산무애뱀과 가까운 종이다. 활동적인 주행성 뱀으로, 개구리, 도마뱀, 곤충, 설치류, 새, 새알 등 가리지 않고 잘 먹는다.
보통 1 ~ 1.5 미터 길이로 자란다. 배의 색깔은 노랗거나 연한 갈색을 띤다. 대부분 개체는 등 비늘에 네 줄의 검은 세로줄무늬가 있는데, 이것이 관용명과 학명 양쪽 모두의 어원이 되었다. 완전히 검은 돌연변이도 있는데, 그런 경우 까마귀뱀(일본어: 烏蛇 카라스헤비[*])이라고 한다.
어린 줄무늬뱀은 붉은 색을 띠며, 줄무늬 대신 몇몇 독사에게 흔한 십자무늬나 점무늬가 있다.

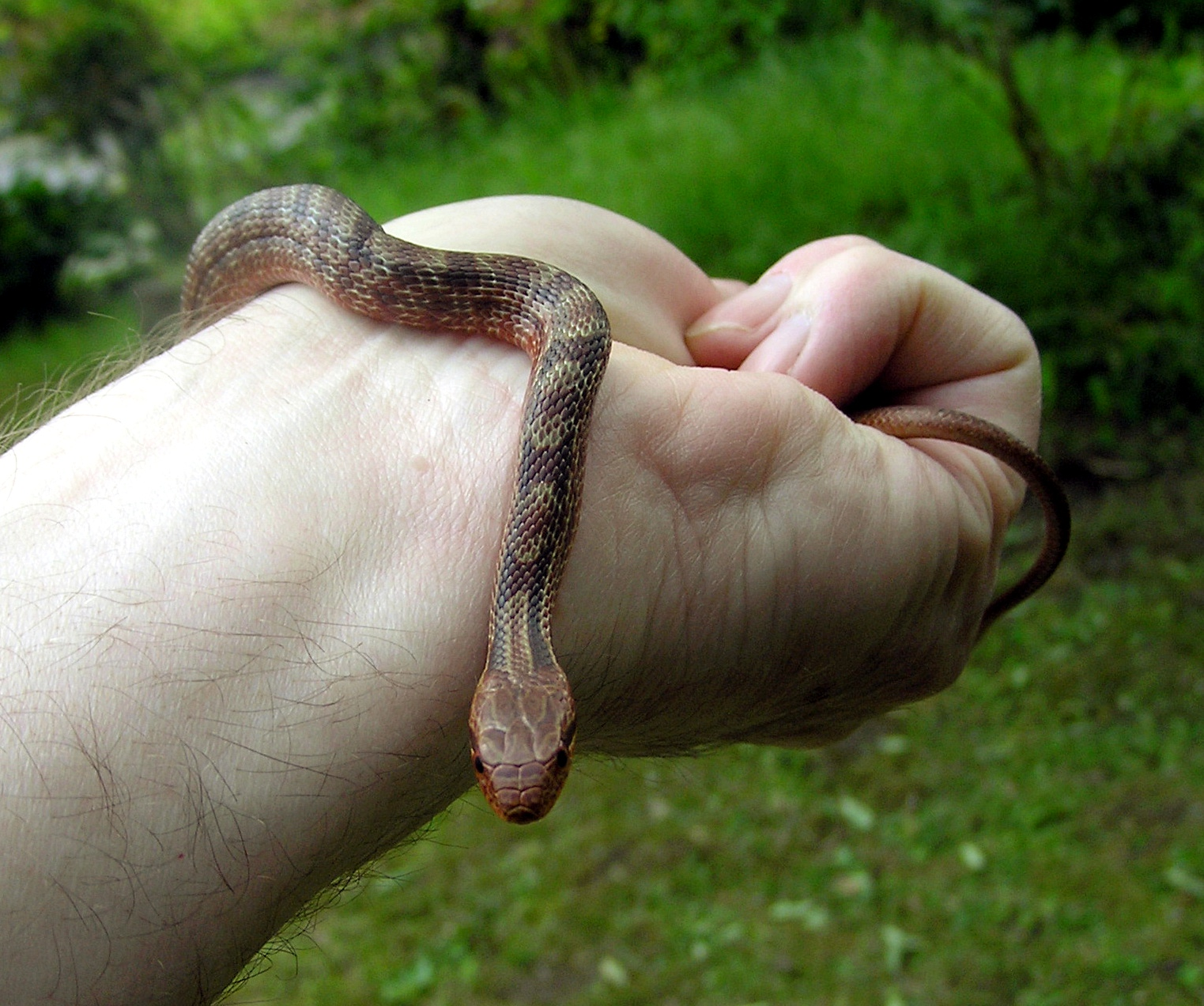
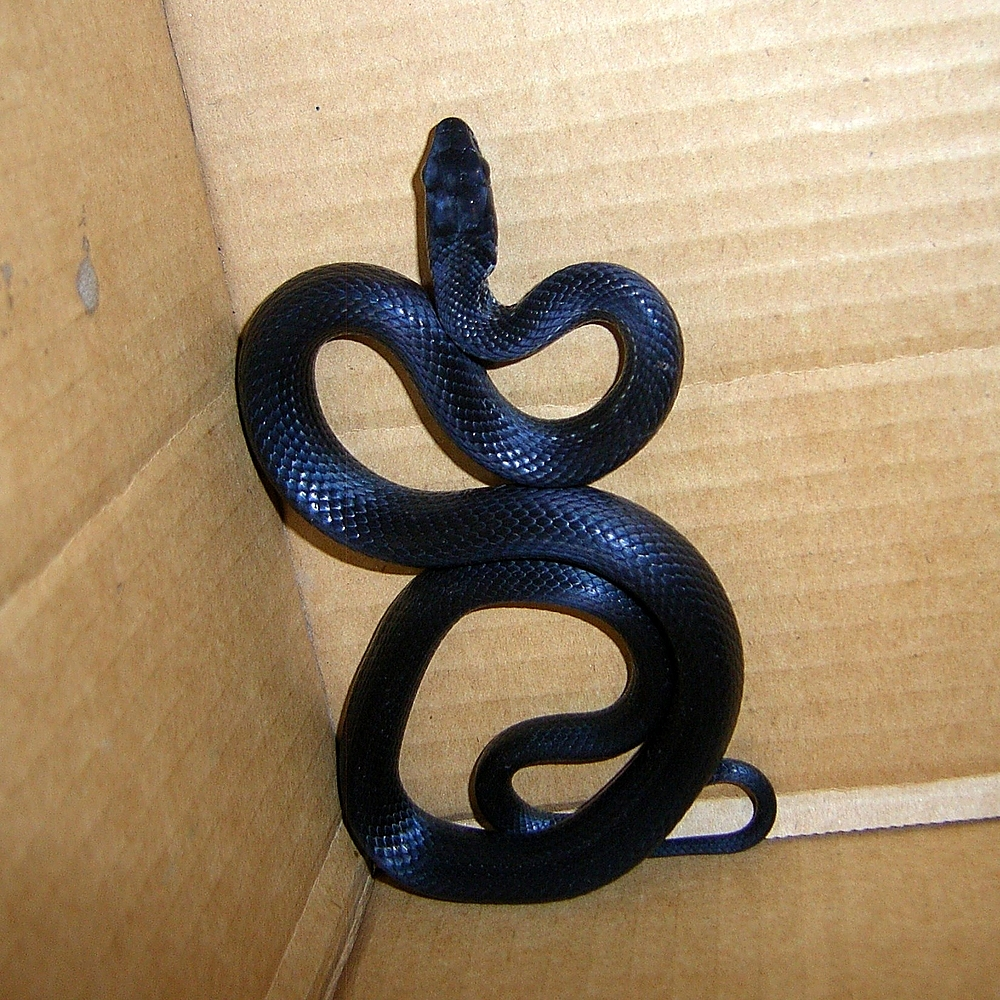

등면 비늘은 성체의 경우 약한 융기련이지만 유생은 그보다 더 부드럽다. 등면 비늘은 19줄이 나 있다. 옆으로 각진 모양의 배면 비늘은 193 ~ 210줄이 나 있으며, 항문 비늘은 보통 분리형이다. 미면 비늘 역시 분리형으로, 70 ~ 96줄이 나 있다.